# Alfonsina Strada
Alfonsa Rosa Maria Morini nota con il nome da coniugata Alfonsina Strada (Castelfranco Emilia, 16 marzo 1891 – Milano, 13 settembre 1959) è stata una ciclista su strada italiana, prima donna a competere in gare maschili come il Giro di Lombardia e il Giro d'Italia; è ritenuta tra le pioniere della parificazione tra sport maschile e femminile. È stata professionista dal 1907 al 1936.

## Biografia

### Le origini e l'avvicinamento alla bicicletta

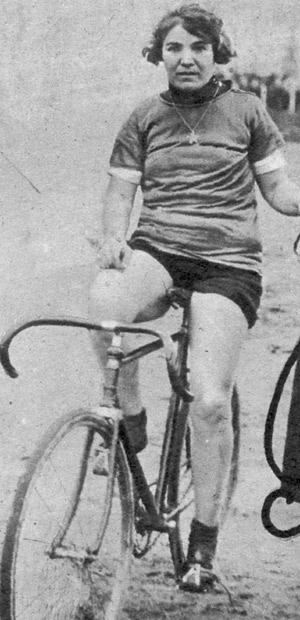
Alfonsina Strada negli anni '20

Alfonsa Morini, battezzata Alfonsa Rosa Maria, era la seconda dei dieci tra figlie e figli di Carlo Morini e di Virginia Marchesini, coppia di braccianti analfabeti che lavoravano nelle campagne emiliane. Il padre, all'epoca trentunenne, era originario di San Cesario sul Panaro e lavorava a Castelfranco Emilia da circa tre anni; sua madre, invece, nativa di Riolo (una frazione di Castelfranco Emilia), era di dieci anni più giovane del marito; la prima figlia della coppia, Emma, era nata due anni prima di Alfonsina e un anno prima del loro matrimonio.
Nonostante l'indigenza della famiglia Morini e l'ambiente insalubre, a causa di malattie quali tifo, tubercolosi e pellagra, la famiglia si prestò ad allevare anche bambini e bambine abbandonati provenienti dagli orfanotrofi del vicinato, ricevendo per tale servizio un utile sussidio economico. Dopo la nascita del terzo figlio della coppia, nel 1895, la famiglia Morini riconsegnò i bambini in affido alla loro istituzione di provenienza e si trasferì a Castenaso, nei pressi di Bologna, dove i successivi sette tra figlie e figli videro la luce.
La prima bicicletta entrò in casa nel 1901 (secondo altre fonti nel 1897) per iniziativa del padre Carlo Morini, che acquistò dal medico del paese un mezzo al limite della rottamazione, ma ancora funzionante; sua figlia Alfonsina imparò a pedalare su tale veicolo; la scoperta della bicicletta fu una vera e propria passione e, prima di aver compiuto 14 anni, la giovane aveva già trovato il modo di partecipare a diverse gare di nascosto dalla madre e dal padre, ai quali mentiva dicendo di recarsi alla Messa domenicale. Secondo alcune fonti, alla sua prima gara disputata a Reggio Emilia, vinse un maiale vivo.
Sua madre, scoperto il fatto, le disse che per continuare a correre avrebbe dovuto sposarsi e andare via di casa.
A ventiquattro anni, il 26 ottobre 1915 sposò a Milano Luigi Strada, meccanico e cesellatore, che si rivelò il suo primo sostenitore e manager. Come regalo di nozze chiese e ottenne una bicicletta da corsa.

### Le prime gare
Nel 1907, sedicenne, andò a Torino, città nella quale il ciclismo si era radicato (qui era stata fondata l'Unione velocipedistica italiana) e dove le donne su due ruote non erano motivo di particolare scandalo. Nell'ex capitale del Regno cominciò a gareggiare, battendo anche la famosa Giuseppina Carignano e guadagnandosi il titolo di «miglior ciclista italiana». Ancora a Torino conobbe Carlo Messori, emiliano anch'egli, il quale convinse Alfonsina ad accompagnarlo al Grand Prix di Pietroburgo 1909, in Russia; nell'occasione la stessa Morini ricevette una medaglia dallo zar Nicola II. Quando rimase vedova, Messori divenne il suo secondo marito.
Nel 1911, a Moncalieri, stabilì il record mondiale di velocità femminile, raggiungendo la velocità di 37,192 chilometri orari, superando quello stabilito otto anni prima dalla francese Louise Roger.
Nel 1912 la notò Fabio Orlandini, corrispondente della Gazzetta dello Sport da Parigi, che la raccomandò ad alcuni impresari francesi affinché la mettessero sotto contratto per le gare su pista nella capitale. Così, nei due anni seguenti, l'italiana ottenne numerosi successi correndo nel Vélodrome Buffalo, nel Vélodrome d'Hiver e al Parco dei Principi, vedendo incrementare notevolmente la propria popolarità.

### Il Giro di Lombardia
Nel 1917, in piena Grande Guerra, Alfonsina si presentò alla redazione della Gazzetta, il quotidiano organizzatore, per chiedere di iscriversi al Giro di Lombardia. Nessun regolamento glielo impediva ― essendo tra l'altro tesserata come dilettante di seconda categoria ― e così Armando Cougnet, patron delle corse, accettò l'iscrizione; era la prima volta che l'emiliana partecipava a una corsa su strada sfidando atleti di sesso maschile. Prese dunque il via il 4 novembre 1917 a Milano insieme agli altri 43 ciclisti in gara, tra cui Gaetano Belloni, Philippe Thys, Costante Girardengo, più volte complimentatosi con lei, ed Henri Pélissier. L'arrivo era sempre a Milano, al parco Trotter, dopo che la corsa aveva toccato Varese, Como, Lecco e Monza nel corso dei suoi 204 chilometri; a imporsi fu il belga Thys davanti a Pélissier; Belloni giunse sesto, Girardengo decimo; Alfonsina Morini fu l'ultima tra coloro che avevano completato il tragitto, a un'ora e mezza dal vincitore ed insieme ad altri due ciclisti, Sigbaldi e Augé. Dopo di lei, una ventina di corridori non terminarono la corsa.
La presenza di Alfonsina Morini Strada in tale gara fu considerata una bizzarria che suscitò commenti pungenti ma, nonostante ciò, la ciclista si iscrisse all'edizione 1918 della Milano-Modena, dovendo tuttavia ritirarsi quasi subito a causa di una caduta; a novembre dello stesso anno si riscrisse al Lombardia: di quarantanove iscritti solo trentasei si presentarono ai nastri di partenza; durante la corsa vi furono quattordici abbandoni; la vittoria fu appannaggio di Belloni, mentre Alfonsina giunse ventunesima a 23 minuti, superando allo sprint il comasco Carlo Colombo, relegato così all'ultimo posto tra coloro che avevano terminato la gara. L'obiettivo della «regina della pedivella», questo uno dei suoi soprannomi, era divenuto quello di partecipare al Giro d'Italia.

### Il Giro d'Italia 1924
(Alfonsina Strada)

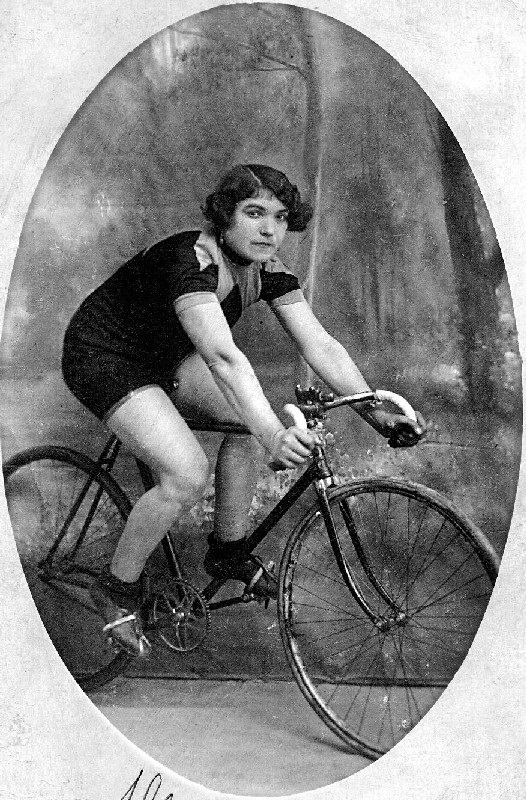
Alfonsina Strada partecipò al Giro d'Italia 1924 con una divisa nera e il numero 72

Nel 1924 il marito Luigi venne ricoverato al manicomio di San Colombano al Lambro, da cui non uscirà più fino alla morte dopo venti anni di malattia; dovendo mantenere la famiglia e non essendo sufficiente la paga di 6 lire al giorno guadagnate con il lavoro da sarta, Alfonsina decise di iscriversi alla più importante gara ciclistica nazionale.
Dopo aver preso parte ai due Giri di Lombardia, nel 1924, tra mille polemiche, Emilio Colombo e Armando Cougnet, rispettivamente direttore e amministratore della Gazzetta dello Sport, le permisero di iscriversi al Giro d'Italia di quell'anno. Fu quella probabilmente una scelta di puro carattere promozionale: per partecipare le squadre più prestigiose avevano infatti chiesto delle ricompense in denaro, e al secco no degli organizzatori avevano deciso di disertare la corsa. Mancavano così campioni come Girardengo, Brunero, Bottecchia; gli atleti dovevano peraltro iscriversi a titolo individuale e la corsa rischiava di passare inosservata. Relativamente alla presenza di Alfonsina Morini Strada molti erano tuttavia i contrari in seno allo stesso gruppo di organizzatori: si temeva infatti che il Giro potesse risultare una vera e propria "pagliacciata".
E così, nei giorni precedenti al via il suo nome non apparve nell'elenco dei partecipanti. A tre giorni dalla partenza, però, il suo nome comparve sulla Gazzetta dello Sport come "Alfonsin Strada di Milano"; non si sa se la "a" mancante fosse dovuta a un errore o a una precisa volontà, fatto sta però che un altro quotidiano, il Resto del Carlino di Bologna, andò a riportare il nome "Alfonsino Strada". Solo alla partenza gli organizzatori chiarirono che il partecipante era Alfonsina Morini Strada, e la stessa Gazzetta si astenne da articoli particolarmente vistosi. In breve la notizia si diffuse in tutta Italia, creando curiosità, sospetto, approvazione e scherno.
Il tracciato del Giro 1924 attraversava la penisola per 3.613 chilometri; 12 erano le tappe, intervallate da 11 giorni di riposo, 108 gli iscritti, solo novanta dei quali al via. Alfonsina partì da Milano con il numero 72 cucito su una divisa nera. Per Alfonsina Morini Strada era molto difficoltoso reggere il passo dei colleghi maschi, ma ogni volta riuscì a tagliare il traguardo di tappa, la maggior parte delle volte con alcune ore di ritardo, ma sempre accolta da fiori, donazioni in denaro, bande musicali e striscioni di incoraggiamento; peraltro si fermava sovente a distribuire cartoline autografate ai tifosi.
Nella prima tappa, da Milano a Genova (300,3 Km), Alfonsina giunge con 2 ore e 28 minuti di ritardo, suscitando curiosità, meraviglia e anche ammirazione anche da parte del pubblico femminile. Arrivò 56º al traguardo di Firenze della seconda tappa (307,9 km), con oltre 2 ore di ritardo dal vincitore, ma con l'ovazione degli spettatori del velodromo cittadino, che le offrirono un mazzo di rose rosse.
(Silvio Zambaldi, "La Gazzetta dello Sport", 14 maggio 1924)

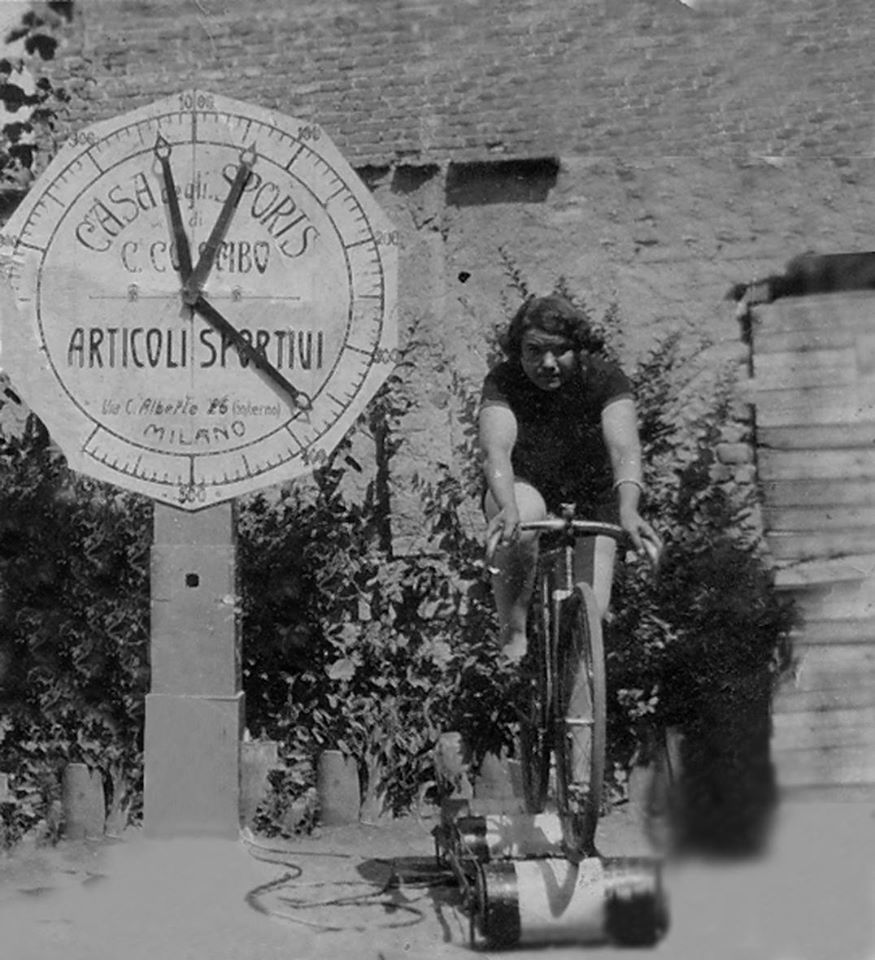
Alfonsina Strada sui rulli in un'immagine pubblicitaria d'epoca

Nella terza tappa (Firenze-Roma di 284,4 km) tagliò il traguardo due ore e mezza dopo il vincitore, ma fu di nuovo accolta in trionfo: le regalarono un paio di orecchini e una nuova divisa da ciclista. Un ufficiale a cavallo, inviato da re Vittorio Emanuele III, le consegnò un mazzo di rose e una busta contenente 5.000 lire. Nella tappa successiva (Roma-Napoli) arrivò 56º con 2 ore e 21 minuti di ritardo, portata in trionfo con striscioni che inneggiavano alla "Regina del Giro". Alla fine della tappa Potenza-Taranto di 265 km (47º con 3 ore di ritardo), Alfonsina Strada era penultima in classifica davanti a Fumagalli. Giunse ultima per la prima volta nella tappa Taranto-Foggia, ma nel frattempo erano state avviate raccolte di fondi in suo favore. Alfonsina riuscì a chiudere, dopo 15 ore, anche la durissima tappa Foggia-L'Aquila, al termine della quale Emilio Colombo le consegnò una busta con 500 lire ricevute dai lettori della Gazzetta della Sport; tale somma venne subito spedita da Alfonsina, tramite vaglia telegrafico, per pagare le rette del manicomio in cui era ricoverato il marito e del collegio che ospitava la nipote.
Giunse fuori tempo massimo (quattro ore dopo il vincitore) durante l'ottava tappa L'Aquila-Perugia: inizialmente, alcuni membri della giuria (tra cui lo stesso Colombo) non vollero estrometterla dalla corsa, considerando anche il tanto tempo da lei perso per forature e cadute, in una delle quali ruppe il manubrio, che venne riparato con un manico di scopa e dello spago. Ma in seguito si optò per una linea dura: Alfonsina Morini Strada fu esclusa dalla classifica del Giro, una decisione probabilmente influenzata dal clima che si respirava all'epoca, quando la parità tra uomo e donna era ben lontana dall'essere raggiunta, e mal si tollerava una donna che non solo sfidava apertamente gli uomini, ma riusciva addirittura a batterne alcuni. Si decise comunque per una situazione di compromesso, già adottata il giorno precedente con i ciclisti Aperlo e Cividini: Alfonsina poteva prendere parte a tutte le restanti tappe, ma i suoi tempi non sarebbero stati conteggiati ai fini della classifica. Ormai fuori della corsa ufficiale, Alfonsina continuò ugualmente verso la successiva tappa di Bologna, con condizioni meteorologiche proibitive: sprovvista persino di impermeabile e cappello (dopo l'ennesima caduta rovinosa, dovette indossare dei bragoni da contadino) riuscì ad arrivare nella città emiliana, accolta dalla folla in tripudio. La lunghissima tappa Bologna-Fiume (415 km) impegnò Alfonsina sui pedali per ben 21 ore consecutive, e alla fine anche i giornalisti più irriverenti dovettero riconoscere la tenacia ed il coraggio della ciclista emiliana.
(Alfonsina Strada, intervista al Guerin Sportivo.)
Dei novanta ciclisti partiti da Milano all'inizio del Giro, solo in trenta completarono la corsa, e così, fra essi, figurò Alfonsina Morini Strada.
Il maschilismo imperante le impedì di partecipare al Giro negli anni successivi, ma la ciclista emiliana si tolse lo stesso delle soddisfazioni: vinse ben 36 corse contro colleghi maschi e conquistò la stima di numerosi campioni del ciclismo, tra cui Costante Girardengo.

### Fine della carriera

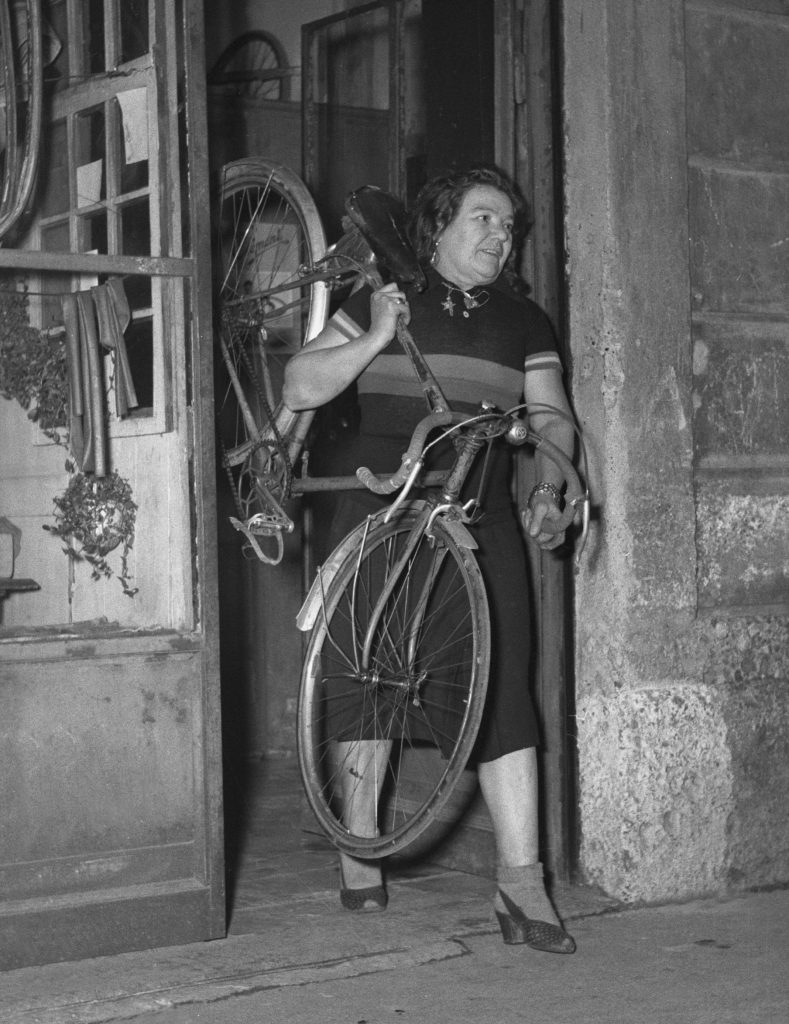
Alfonsina Strada esce dal suo negozio milanese di via Varesina, 80 (Milano, 14 novembre 1951)

Dopo l'edizione del 1924, gli organizzatori del Giro d'Italia negarono l'iscrizione ad Alfonsina Strada, la quale tuttavia percorse ugualmente le strade della più famosa gara a tappe italiana, conquistandosi amicizia, stima ed ammirazione di famosi colleghi ciclisti come Cougnet, Giardini, Emilio Colombo, Cattaneo, Lattuarda, Girardengo, oltre che dei giornalisti. Sfruttando la propria fama, partecipò a diversi varietà sia in Italia sia all'estero, esibendo le proprie abilità anche nei circhi, pedalando sui rulli. Si recò in tournée anche in Spagna, Francia e Lussemburgo.
Ingaggiata dal club Montmartre Sportif all'età di 43 anni, partecipò il 16 settembre 1934 al primo campionato del mondo femminile (non ufficiale), disputato al parco Josaphat di Schaarbeek (Bruxelles) e vinto dalla belga Elvire De Bruyn, davanti a De Brock e all'olandese De Bree. Alla fine dei 40 giri su un circuito di 2.500 metri, Alfonsina chiuse al quindicesimo posto.
Nel 1937 riuscì a battere a Parigi la campionessa francese Robin. Nel 1938 conquistò a Longchamp il record dell'ora femminile non ufficiale con 35,28 km.
Rimasta vedova, si risposò a Milano il 9 dicembre 1950 con Carlo Messori, ex ciclista sessantanovenne con qualche successo prima della Grande guerra, con cui aprì un negozio di biciclette con annessa officina. Il marito si propose di scriverne la biografia, ma morì nel 1957, senza riuscire a completare l'opera. Alfonsina, non sentendosela di gestire da sola il negozio di biciclette aperto insieme al secondo marito, lo chiuse.
Il 13 settembre 1959, dopo aver assistito alla gara classica d'autunno delle Tre Valli Varesine, morì d'infarto all'età di 68 anni dopo essere rientrata a Milano, mentre tentava di riavviare la sua moto Guzzi 500.

## Nella cultura di massa

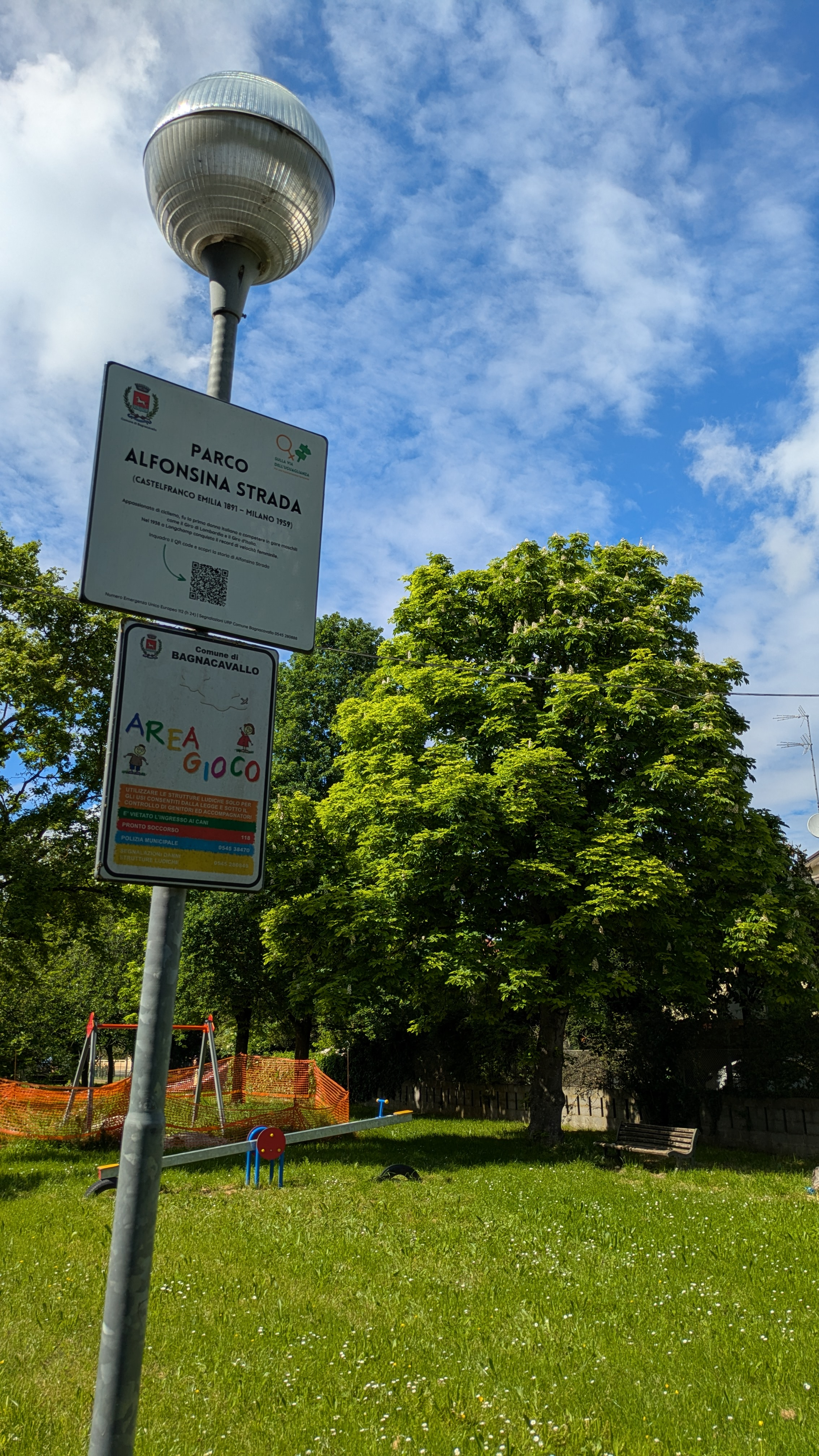
Parco dedicato ad Alfonsina Strada a Bagnacavallo (Ravenna).

Ispirandosi alle gesta di Alfonsina Strada, Giovanni D'Avanzi e Marcello Marchesi composero la canzone Bellezze in bicicletta, interpretata da Silvana Pampanini e Delia Scala nell'omonimo film (1950).
La canzone Ciao Mama del Quartetto Cetra (1960) è ispirata alle gesta di Alfonsina Strada.
Il racconto Storia della corridora e del suo innamorato, incluso da Gianni Celati nel suo Narratori delle pianure (Feltrinelli, 1985), è ispirato alla sua figura.
Nel 2004 è stato pubblicato il libro scritto da Paolo Facchinetti Gli anni ruggenti di Alfonsina Strada - Il romanzo dell'unica donna che ha corso il Giro d'Italia assieme agli uomini (Edicicloeditore). Al libro è ispirata la sceneggiatura cinematografica affidata alla scrittura di Agostino Ferrente e Andrea Satta, voce solista del gruppo Têtes de Bois, che il 20 aprile 2010 hanno pubblicato il concept album Goodbike (Ala Bianca Records), tutto dedicato al tema del ciclismo: tra le canzoni, quella che ha avuto più successo è stata Alfonsina e la bici. Ne è stato tratto un videoclip interpretato dall'astrofisica Margherita Hack e diretto da Agostino Ferrente.
Al Museo del paracarro di Pergine Valsugana (nella Valle dei Mocheni, a circa 20 km da Trento) c'è un grosso paracarro rosa dedicato a lei.
Nel 2010 ha debuttato lo spettacolo teatrale dal titolo Finisce per A. Soliloquio tra Alfonsina Strada, unica donna al Giro d'Italia del 1924, e Gesù (nella raccolta Anima e carne, Edizioni Fernandel) scritto da Eugenio Sideri, interpretato da Patrizia Bollini, con la regia di Gabriele Tesauri. Lo spettacolo è stato rappresentato in numerose città italiane e anche all'estero (a Londra, in occasione delle Olimpiadi 2012 e all'Istituto Italiano di Cultura di Bruxelles). Nel 2014, in occasione dei 90 anni dal Giro di Alfonsina, lo spettacolo è stato rappresentato a Collecchio e Lugo, tappe del 97º Giro d'Italia.
Il 23 aprile 2016 è stata inaugurata la nuova palestra comunale di via Murri ad Alfonsine (provincia di Ravenna), dedicata ad Alfonsina Strada.
Nel 2017 Stefano Massini ha scritto Un quaderno rosa racconto basato sulla storia di Alfonsina Strada.
A Milano, l'11 luglio 2017 è stata dedicata ad Alfonsina Strada una via in zona Lorenteggio, vicino al confine con il comune di Corsico.
A Ripa, frazione di Perugia, il 18 Maggio 2021, giorno di riposo del 104º Giro d'Italia che il giorno dopo sarebbe ripartito da Perugia, è stata intitolata una via ad Alfonsina e una a Coppi.
Anche a Cervia (provincia di Ravenna) una pista ciclabile che attraversa la celebre pineta è stata dedicata ad Alfonsina Strada.
Nell'agosto del 2021 debutta "Perdifiato - l'incredibile vita di Alfonsina Strada", scritto e interpretato dell'attore e drammaturgo Michele Vargiu e diretto dalla regista Laura Garau. Lo spettacolo, dedicato alla vita della ciclista, è attualmente in tournée nazionale.
La salita più impegnativa del Giro d'Italia Women 2024 è stata denominata "Cima Alfonsina Strada".

## Piazzamenti

### Grandi Giri
- Giro d'Italia

1924: fuori tempo massimo (8ª tappa)

### Classiche monumento
- Giro di Lombardia

1917: 29º
1918: 21º